# 2008年珠海泥头车冲撞事件
2008年珠海泥头车冲撞事件是2008年11月5日發生在廣東珠海的泥頭車連環撞死人事件。犯罪嫌疑人是湖北隨州人骆效计。事件共造成5人死亡，疑似模仿楊佳襲警案和秋葉原殺人事件等。

## 事件经过
11月5日下午4時45分，骆效计駕駛泥頭車，到城東中學故意撞死放學的學生和家長。當時警方阻止無效，造成慘劇，骆效计本人亦被警察击毙。
警方稱，疑犯骆效计，男，34歲，是個體戶司機，生活不順，厭世，不多言語、性格內向、做事偏執。租住斗門某商貿城出租屋，和妻子關係緊張，時常吵架。疑犯駱某某因為假車牌假證件，非法營運。在10月22日，給珠海斗門交警大隊依法扣查摩托車。駱因此在11月5日寫下遺書，随即犯案。